# Carnarviana cretata
Carnarviana cretata is een insect uit de familie van de Nemopteridae, die tot de orde netvleugeligen (Neuroptera) behoort. 
Carnarviana cretata is voor het eerst wetenschappelijk beschreven door Mansell in 1983.